# 鼻子 (小說)
《鼻子》（日语：／ Hana），知名小說家芥川龍之介的短篇小說，1916年在日本《新思潮》雜誌發表，取材於日本古代故事集《今昔物語》中的「池尾禪珍內供鼻語」。夏目漱石讀到此文後，非常讚賞，表示如果能再多發表二十篇這樣的小說，一定可成為當代大師。

## 大意
小說大意是官拜「內道場供奉」的禪智和尚，他有一個長鼻子，有五六寸長，從上唇上邊一直垂到顎下，用餐時還要弟子幫他扶著鼻子，不然鼻子還會掉到飯碗裏頭。禪智感到很困擾，一日聽到有人說用熱水燙鼻子再請人以腳踩踏之後，可以讓鼻子變短，後來他依此而行，鼻子果然變小了。但是一旦變小後，還是被人嘲笑，這時禪智又希望鼻子能變長。果然不久鼻子又變長了，禪智在黎明的秋風中晃蕩著長鼻子，心中喃喃自語道：「這樣一來，應該沒有人再笑我了。」

## 含意
《鼻子》一文融入了禅宗“三境界说”，明白的指出“人类最终走不出命运的樊篱”，顯示出芥川在人生体验中深刻的矛盾和痛苦之处，對芥川而言，他的世界一直是陰暗而灰冷的。

## 外部連結
- 『鼻子 (小說)』：新字新仮名 - 青空文庫（日語）
- 『鼻子』 :  中文翻譯 - 日本小說翻譯室